# Survivor Series (2014)
Survivor Series (2014) — двадцать восьмое в истории PPV-шоу Survivor Series, производства американского рестлинг-промоушна WWE. Шоу прошло 23 ноября 2014 года в «Скоттрэйд-центр» в городе Сент-Луис (штат Миссури, США).

## Создание
Survivor Series (2014) является pay-per-view-шоу промоушена WWE, в котором рестлеры участвуют в различных фьюдах и сюжетных линиях. Рестлеры олицетворяют собою злодеев или героев на ринге. Фьюды проходят таким путём, что сначала, на рядовых эпизодах, обстановка накаляется, а уже на самих праздниках рестлинга тот или иной фьюд как правило подходит к своему логическому завершению.
Основой этого PPV станут традиционные командные матчи на выбывание, которые проводятся каждый год на PPV Survivor Series. В этом матче участвуют 8 (4x4) или 10 (5x5) рестлеров. Когда рестлера удерживают, он считается уничтоженным, и на ринг выходит другой рестлер из его команды. Проигравшей считается команда, у которой не осталось ни одного рестлера.
Билеты на это шоу поступили в продажу в конце августа 2014 года.
Официальный постер шоу был представлен в конце октября 2014 года. На нём изображен Сет Роллинс.

## Предыстория
На Raw от 27 октября главный операционный директор Игрок объявил, что на PPV Survivor Series состоится традиционный командный матч на выбывание между командой Руководства и командой Сины, во главе которой и будет сам претендент № 1 на титул Чемпиона мира в тяжёлом весе WWE Джон Сина. Тем же вечером Интерконтинентальный чемпион WWE Дольф Зигглер победил Кейна. После поединка Кейн и Сет Роллинс напали на Зигглера, но ему на помощь пришёл Джон Сина. На Raw от 3 ноября Винс Макмэн объявил, что если команда Руководства проиграет в матче на PPV Survivor Series, то они больше не будут находиться у власти. Тем же вечером Стефани Макмэн заявила, что Сет Роллинс будет капитаном команды Руководства, а его партнёрами станут Кейн и Рэнди Ортон. Потом Дольф Зигглер объявил, что будет выступать за команду Сины, потому что он хочет, чтобы Руководство потеряло всю свою власть. Тем же вечером Роллинс победил Ортона в одиночном матче. После матча Рэнди Ортон атаковал Роллинса, Игрока, Джэми Нобла и Джои Меркюри. После этого Игрок решил удалить Ортона из команды Руководства. На Raw от 10 ноября Джон Сина объявил, что Дольф Зигглер и Джек Сваггер стали партнёрами Сины по команде. Было замечено, что Марк Хенри присоединился к команде Руководства, когда он вышел с ними. Райбек также присоединился к команде Руководства после того, как атаковал Джона Сину. После своей победы над Сваггером Роллинс напал на него и нанёс ему травму. По этой причине Джек Сваггер не сможет выступать за команду Сины. Во время матча Хенри с Зигглером Биг Шоу атаковал Хенри и присоединился к команде Сины, заняв место Сваггера. Русев присоединился к команде Руководства после того, как Джэми Нобл и Джои Меркюри помогли ему сохранить титул Чемпиона Соединённых Штатов WWE против Шеймуса. В матче за титул Шеймус проиграл по отсчёту. После матча он также присоединился к команде Сины. После того, как Райбек проиграл Сине по дисквалификации, тот атаковал команду Руководства и ушёл, а Дольф Зигглер был атакован Люком Харпером. На Raw от 17 ноября Харпер присоединился к команде Руководства, а затем выиграл титул Интерконтинентального чемпиона WWE, победив в одиночном матче Дольфа Зигглера. Тем же вечером Стефани Макмэн назначила поединок между Биг Шоу и Шеймусом за право стать претендентом № 1 на титул Чемпиона мира в тяжёлом весе WWE, но матч был прерван, поскольку Русев напал на Биг Шоу, а Марк Хенри атаковал Шеймуса, в результате чего Шеймус не сможет выступать за команду Сины на PPV Survivor Series из-за травмы. При подписании контракта на поединок Эрик Роуэн и Райбек присоединились к команде Сины. На SmackDown! от 21 ноября Игрок заявил, что если команда Сины проиграет на PPV Survivor Series, то все члены команды Сины, кроме самого Джона, будут уволены. Тем же вечером члены команды Сины, кроме Джона, который отсутствовал на этом шоу, были атакованы командой Руководства и Игроком.
На SmackDown! от 31 октября Никки Белла стала претенденткой № 1 на титул Чемпионки Див, выиграв в костюмированной Королевской битве. 10 ноября на официальном сайте WWE появилась информация, что Эй Джей Ли будет защищать свой титул против Никки Беллы на PPV Survivor Series. 
На PPV Hell in a Cell Брэй Уайатт напал на Дина Эмброуса во время его матча против Сета Роллинса в матче «Ад в Клетке». На Raw от 10 ноября было объявлено, что Дин Эмброус сразится с Брэем Уайаттом на PPV Survivor Series.
17 ноября на официальном сайте WWE появилась информация, что Командные чемпионы WWE Голдаст и Стардаст будут защищать свои титулы против Миза и Дэмиена Миздоу, Братьев Усо (Джимми и Джей) и Los Matadores на PPV Survivor Series. 
17 ноября на официальном сайте WWE появилась информация, что на PPV Survivor Series Kickoff своё возвращение после травмы совершит «Плохие Новости» Барретт. Помимо этого после перерыва на PPV Survivor Series вернётся Фанданго и проведёт матч против пока необъявленного противника.
18 ноября на официальном сайте WWE появилась информация, что на PPV Survivor Series Алисия Фокс, Эмма, Наоми и Наталья столкнутся с Пэйдж, Кэмерон, Лейлой и Саммер Рэй в традиционном командном матче Див 4x4 на выбывание.

## Результаты
| №                                | Матч | Тип матча | Время |
| -------------------------------- | --- | --- | ----- |
| Kickoff                          | Фанданго (с Розой Мендес) победил Джастина Гэбриела | Одиночный матч | 03:18 |
| Kickoff                          | Джек Сваггер (с Зебом Кольтером) победил Сезаро по болевому | Одиночный матч | 05:34 |
| 1                                | Миз и Дэмиен Миздоу победили Голдаста и Стардаста (c), Братьев Усо (Джимми и Джей) и Лос Матадорес (Диего и Фернандо) (с Эль Торито)                                                                                   | Фатальный четырёхсторонний командный матч за титул Командных чемпионов WWE (англ. Fatal 4-Way tag team match) | 15:25 |
| 2                                | Команда Фокс (Алисия Фокс, Эмма, Наоми и Наталья) (с Тайсоном Киддом) победила команду Пэйдж (Пэйдж, Кэмерон, Лейла и Саммер Рэй)                                                                                      | Традиционный командный матч Див 4x4 на выбывание | 14:23 |
| 3                                | Брэй Уайатт победил Дина Эмброуса по дисквалификации | Одиночный матч | 13:59 |
| 4                                | Адам Роуз и Кролик победили Слейтер Гейтор (Хит Слейтер и Тайтус О’Нил) | Командный матч | 02:36 |
| 5                                | Никки Белла (с Бри Беллой) победила Эй Джей Ли (с) | Одиночный матч за титул Чемпионки Див | 00:35 |
| 6                                | Команда Сины (Джон Сина, Дольф Зигглер, Биг Шоу, Эрик Роуэн и Райбек) победила команду Руководства (Сет Роллинс, Кейн, Марк Хенри, Русев и Люк Харпер) (с Игроком, Стефани Макмэн, Джэми Ноблом, Джои Меркюри и Ланой) | Традиционный командный матч 5х5 на выбывание Если команда Руководства проиграет, то они больше не будут находиться у власти; но если команда Руководства выиграет, то все члены команды Сины, кроме самого Джона, будут уволены | 43:07 |
| (c) — чемпион на момент поединка | | |       |

### Традиционные матчи на выбывание

#### Команда Фокс против команды Пэйдж
| № вылета       | Рестлерша                          | Команда                            | Кем уничтожена                     | Прием                                   | Время                              |
| -------------- | ---------------------------------- | ---------------------------------- | ---------------------------------- | --------------------------------------- | ---------------------------------- |
| 1              | Кэмерон                            | Команда Пэйдж                      | Наоми                              | Удержана после мостика                  | 06:12                              |
| 2              | Лейла                              | Команда Пэйдж                      | Алисией Фокс                       | Удержана после Tilt-a-whirl backbreaker | 09:29                              |
| 3              | Саммер Рэй                         | Команда Пэйдж                      | Эммой                              | Сдалась после Emma Lock                 | 12:04                              |
| 4              | Пэйдж                              | Команда Пэйдж                      | Наоми                              | Удержана после Headscissors DDT         | 14:23                              |
| Выжившая(-ие): | Алисия Фокс, Эмма, Наоми и Наталья | Алисия Фокс, Эмма, Наоми и Наталья | Алисия Фокс, Эмма, Наоми и Наталья | Алисия Фокс, Эмма, Наоми и Наталья      | Алисия Фокс, Эмма, Наоми и Наталья |

#### Команда Сины против команды Руководства
| № вылета      | Рестлер                      | Команда                      | Кем уничтожен                | Прием                                                                | Время                        |
| ------------- | ---------------------------- | ---------------------------- | ---------------------------- | -------------------------------------------------------------------- | ---------------------------- |
| 1             | Марк Хенри                   | Команда Руководства          | Биг Шоу                      | Удержан после Knockout Punch от Биг Шоу                              | 00:50                        |
| 2             | Райбек                       | Команда Сины                 | Русевым                      | Удержан после Curb Stomp от Сета Роллинса и удара в прыжке от Русева | 08:10                        |
| 3             | Русев                        | Команда Руководства          | N/A                          | Вылетел по отсчёту после того, как проломил стол комментаторов       | 21:00                        |
| 4             | Эрик Роуэн                   | Команда Сины                 | Люком Харпером               | Удержан после удара от Сета Роллинса и Discus Clothesline            | 24:14                        |
| 5             | Джон Сина                    | Команда Сины                 | Сетом Роллинсом              | Удержан после Knockout Punch от Биг Шоу                              | 25:11                        |
| 6             | Биг Шоу                      | Команда Сины                 | N/A                          | Самовольно покинул ринг                                              | 26:30                        |
| 7             | Кейн                         | Команда Руководства          | Дольфом Зигглером            | Удержан после суперкика и Zig Zag от Дольфа Зигглера                 | 27:34                        |
| 8             | Люк Харпер                   | Команда Руководства          | Дольфом Зигглером            | Удержан сворачиванием                                                | 31:34                        |
| 9             | Сет Роллинс                  | Команда Руководства          | Дольфом Зигглером            | Удержан после Zig-Zag от Зигглера и появления Стинга                 | 43:07                        |
| Выживший(-е): | Дольф Зигглер (Команда Сины) | Дольф Зигглер (Команда Сины) | Дольф Зигглер (Команда Сины) | Дольф Зигглер (Команда Сины)                                         | Дольф Зигглер (Команда Сины) |